# Alina Tschistjakowa
Alina Tschistjakowa (kasachisch Алина Чистякова, englisch Alina Chistyakova; * 30. April 2005) ist eine kasachische Leichtathletin, die sich auf den Siebenkampf spezialisiert hat.

## Sportliche Laufbahn
Erste Erfahrungen bei internationalen Meisterschaften sammelte Alina Tschistjakowa im Jahr 2022, als sie bei den U18-Asienmeisterschaften in Kuwait mit 4737 Punkten die Goldmedaille im Siebenkampf gewann. Zudem gewann sie im Hochsprung mit 1,73 m die Silbermedaille. Im Jahr darauf startete sie im Fünfkampf bei den Hallenasienmeisterschaften in Astana und belegte dort mit 4018 Punkten den vierten Platz. Im Juni belegte sie bei den U20-Asienmeisterschaften in Yecheon mit 4409 Punkten den sechsten Platz im Siebenkampf. 2024 gelangte sie bei den Hallenasienmeisterschaften in Teheran mit 5,85 m auf den zehnten Platz im Weitsprung und gewann im Fünfkampf mit 3816 Punkten die Bronzemedaille hinter der Chinesin Nina Schultz und Fatemeh Mohitizadeh aus Iran. Ende April siegte sie mit 5481 Punkten im Siebenkampf bei den U20-Asienmeisterschaften in Dubai und im August gelangte sie bei den U20-Weltmeisterschaften in Lima mit 5161 Punkten auf Rang neun. Im Jahr darauf belegte sie bei den Asienmeisterschaften in Gumi mit 5292 Punkten den sechsten Platz im Siebenkampf und verpasste im Weitsprung mit 5,92 m den Finaleinzug. Anschließend wurde sie bei den World University Games in Bochum mit 5326 Punkten 14. im Siebenkampf.
2024 wurde Tschistjakowa kasachische Hallenmeisterin im Fünfkampf. Zudem wurde sie 2025 Hallenmeisterin im 60-Meter-Hürdenlauf.

## Persönliche Bestzeiten
- 100 m Hürden: 14,09 s (+1,5 m/s), 28. Juni 2024 in Almaty
  - 60 m Hürden (Halle): 8,50 s, 15. Februar 2025 in Astana
- Weitsprung: 6,13 m, 20. Januar 2024 in Öskemen
- Siebenkampf: 5481 Punkte, 27. April 2024 in Dubai
  - Fünfkampf (Halle): 4018 Punkte, 10. Februar 2023 in Astana